# Kay Ryan
Kay Ryan (San José, 21 de setembro de 1945) é uma poeta e educadora norte-americana. De 2008 a 2010, foi poeta laureada dos Estados Unidos Em 2011, ganhou o Prêmio Pulitzer de Poesia.